# Wang Zhaoguo
Wang Zhaoguo är en kinesisk kommunistisk politiker på nationell nivå.
Wang utbildades till ingenjör vid Harbins tekniska högskola. Efter en karriär i det Kinas kommunistiska ungdomsförbund, bland annat förste sekreterare 1982-84, befordrades han till den nationella partiledningen. Han var guvernör i Fujian-provinsen 1987-90 och vice talman i Kinesiska folkets politiskt rådgivande konferens 1993-2003.
2002 blev han ledamot av Politbyrån i Kinas kommunistiska parti och ledare för det allkinesiska fackförbundet. 2003 blev han en av vice talmännen i Nationella folkkongressens ständiga utskott, en position han hade fram till februari 2013, då han gick i pension.